# 李銀來
李銀來（1939年6月25日—2019年12月12日），是臺北市議會第七屆至第十屆議員，也是臺北市第一位原住民族議員，中國國民黨籍，生於台灣日治時期的花蓮港廳，為阿美族人。
李銀來曾任花蓮縣政府職員、壽豐鄉公所幹事、國中及高中職教師等，後任職於臺北市政府教育局，歷任股長、編審、秘書、督學等職；其後競選公職，於1994年當選臺北市議會第七屆議員，並連任至第十屆屆滿後才退休。其子李芳儒也於2010年當選第十一屆臺北市議員，並連任第十二屆、第十三屆議員。